# Cadéac
Cadéac là một xã thuộc tỉnh Hautes-Pyrénées trong vùng Occitanie tây nam nước Pháp. Khu vực này có độ cao trung bình 737 mét trên mực nước biển.

## Người dân nổi bật
- Pierre Cadéac, nhà soạn nhạc Pháp thế kỷ 16